# Национальный олимпийский и спортивный комитет Конго
Национальный олимпийский и спортивный комитет Конго (фр. Comité National Olympique et Sportif Congolais) — организация, представляющая Республику Конго в международном олимпийском движении. Основан и зарегистрирован в МОК в 1964 году.
Штаб-квартира расположена в Браззавиле. Является членом Международного олимпийского комитета, Ассоциации национальных олимпийских комитетов Африки и других международных спортивных организаций. Осуществляет деятельность по развитию спорта в Республике Конго.